# 2020年のドイツ
2020年のドイツ （2020ねんのドイツ）では、2020年のドイツに関する出来事について記述する。

## 国家元首等
- 連邦大統領
  - 第12代: フランク＝ヴァルター・シュタインマイアー （2017年3月19日 - ）
- 連邦首相
  - 第8代: アンゲラ・メルケル （2005年11月22日 - ）

## できごと

### 通年
- ドイツにおける2019年コロナウイルス感染症の流行状況

### 2月
- 2月19日 - ヘッセン州ハーナウで極右思想を持っていたとみられる男がバーやカフェで銃撃し、9人が死亡、6人が負傷。容疑者は自宅で自殺[1]。
- 2月20日 - 第70回ベルリン国際映画祭開幕。
- 2月24日 - ヘッセン州フォルクマールゼンのカーニバルのパレードで車が暴走し、約30人が負傷[2]。

### 3月
- 3月1日 - 第70回ベルリン国際映画祭閉幕。金熊賞は、モハマド・ラスロフ監督の『There Is No Evil』。

### 6月
- 6月20日 - バーデン＝ヴュルテンベルク州シュツットガルトで暴動が発生し、警察官19人が負傷し、24人が逮捕[3]。
- 6月23日 - オンライン決済サービスのワイヤーカードの不正会計疑惑に伴い、マルクス・ブラウン（英語版）CEOがを市場操作の疑いで逮捕[4]。

### 8月
- 8月10日 - ドイツ社会民主党はオラフ・ショルツ財務大臣を2021年ドイツ連邦議会選挙に向けた次期首相候補に指名[5]。

### 9月
- 9月3日 - ノルトライン＝ヴェストファーレン州ゾーリンゲンで子供5人が殺害される事件が発生し、母親を逮捕[6]。
- 9月4日 - バイエル・レバークーゼンのカイ・ハフェルツが7100万ポンド（当時約100億円）の移籍金でイングランドのチェルシーFCに移籍[7]。

### 10月
- 10月21日 - ザクセン州ドレスデンでナイフによる襲撃で観光客１人が死亡し、シリア人の男を拘束[8]。

### 12月
- 12月1日 - ラインラント＝プファルツ州トリーアで車が暴走し、5人が死亡、14人が負傷し、飲酒運転の男を逮捕[9]。

## 周年
- 10月3日 - ドイツ再統一から30年[10]。

## 死去
- 1月5日 - ハンス・チルコフスキ、サッカー選手 (GK)、監督（1935年 -）
- 3月26日 - ロルフ・フーズゲン、物理学者（1920年 -）
- 5月13日 - ロルフ・ホーホフート、劇作家（1931年 -）
- 7月5日 - ヴィリ・ホルドルフ、十種競技選手（1940年 -）
- 9月6日 - アルフォンス・デーケン、哲学者（1932年 -）
- 10月15日 - トム・マシュラー、編集者、ブッカー賞創設者（1933年 -）